# Alfonso de Salas
Alfonso de Salas Castellano (Madrid, 3 de septiembre de 1943-Ibidem., 24 de septiembre de 2019) fue un editor español, fundador de los diarios El Mundo y El Economista.

## Biografía
Se licenció en derecho y realizó un máster en economía en la Universidad de la Sorbona. Comenzó su actividad profesional en 1975, en el campo de las compañías eléctricas, como director financiero de la compañía Standard Eléctrica y, cuatro años después, como director de Planificación y Organización de Endesa.
En 1982, su vida profesional dio un giro de 180 grados cuando se incorporó al mundo editorial. Primero en la empresa editora de la revista Cambio 16, desde donde intervino en la fundación del Grupo 16. Bajo su presidencia, el grupo se consolidó como un referente en el mundo del periodismo español, con más de quince cabeceras y ocho emisoras de radio. Además de reflotar Diario 16, convirtiéndolo en uno de los periódicos más leídos en España.
En 1989, junto con Pedro J. Ramírez, Balbino Fraga y Juan González, fundó el diario El Mundo del Siglo XXI, y presidió Unidad Editorial, la empresa editorial de este diario. Director del diario El Mundo (1989-2005), en pocos años lo colocó como el segundo diario más leído en España. En 2005 fue relevado por Jorge de Esteban. El 28 de febrero de 2006 lanzó el diario económico El Economista.
En 2014 se lanzó con El Economista al mercado americano, a través de la apertura de diversas oficinas del diario en diversos países: Argentina, Colombia, Chile, México y Perú. En 2019 el cuarenta por ciento de los usuarios de El Economista proceden de América.
Además, fue presidente de las bodegas Montecastro en Ribera del Duero.